# 王侁
王侁（?—994年），字秘權，开封府浚仪县（今河南省开封市）人。北宋官员。

## 生平
父王樸，官至後周樞密使。王樸死後，周世宗以王侁為東頭供奉官。開寶年間，宋太祖征江南，命王侁率師戍守桐城。王師渡江，與樊若水同知池州，領兵擊敗四千餘南唐軍於宣州。平定金陵後，王侁加封閣門祗候（職，從八品）。
太平興國初，預討梅山洞蠻。契丹使來貢，詔侁送於境上。還，使靈州、通遠軍。及旋，言主帥所留牙兵率與邊人交結，頗桀黠難製，歲久當慮，請悉代之。太宗因遣侁調內郡卒往代之。戍者聞代，多不願還。侁察其中旅拒者斬之以徇，眾皆悚息，遂將以還。一歲中數往來西邊，多奏便宜，上多聽用，遷通事舍人。
太平興國四年（979年），王侁從征太原，負責守護陽曲、塌地、石嶺關諸屯，賜廄馬介胄。五月，即城下轉東上閣門副使（寄祿官，橫行副使，從七品）。晉陽平，留為嵐、憲巡檢。九年，代還，遷西上閣門使（寄祿官，橫行正使，正六品），賜錢百萬。河西三族首領折遇乜叛入李繼遷，侁帥師討擒之，以功領蔚州刺史。雍熙三年春，王師北征，命為並州駐泊都監，又為雲、應等州兵馬都監，东路主力大败，辽军乘胜攻陷蔚、寰等地。主將潘美與副將杨业护送云、朔、寰、应州百姓内迁。這時杨业建议分兵应州，以诱辽军主力，再以千名强弩手扼守石竭谷口（今山西省朔州市附近），侁譏諷楊業：“領數万精兵，而怯懦如此！”楊業只得自大石路直趋朔州，造成楊業兵敗被俘，坐除名，發配金州。會赦，移均州團練副使（寄祿官，從八品）。淳化五年召還，道病，至京師卒。

## 民間小說劇曲裡的王侁
一般在民間演出的劇碼是有關楊家將的，其中必有兩大反人：一為亦忠亦奸的宋朝北伐軍主帥潘美，另一個就是王侁。當然演王侁都是小角色，可是最大的問題是，扮演王侁的人員下戲之後還會遭到入戲頗深的觀眾及路人群而攻之，就有如明清之後有關岳飛將軍的戲碼中的秦檜一樣。另有相關楊家將傳奇事蹟小說寫道：王侁其實是遼國派來的間諜，與邊關外的遼將暗通消息之。遼亡前，楊四郎（楊延輝）與其剩餘的兄弟楊五郎（楊延德）（出家）、六郎（楊延昭）、七郎（楊延嗣）和其姪子三人終於相認，並做宋軍在遼國的內應。遼國覆亡後終於歸國，於宋真宗面前上書王侁的所有串通遼國罪證，真宗大怒，立令禁軍捉拿王侁，王侁聽到風聲立刻化裝遁走，然還是躲不過朝廷的追殺，終於被楊家後代給捉住，剮刑祭其父兄在天之靈，報仇雪恨。

## 延伸阅读
[在维基数据编辑]
 《宋史/卷274》，出自脱脱《宋史》